# Stefan Bryła

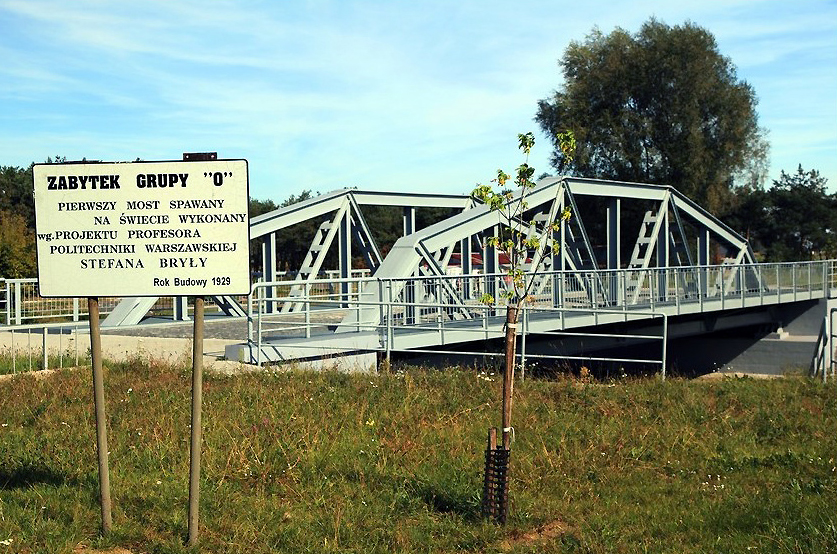
Pierwszy na świecie drogowy spawany most na rzece Słudwi

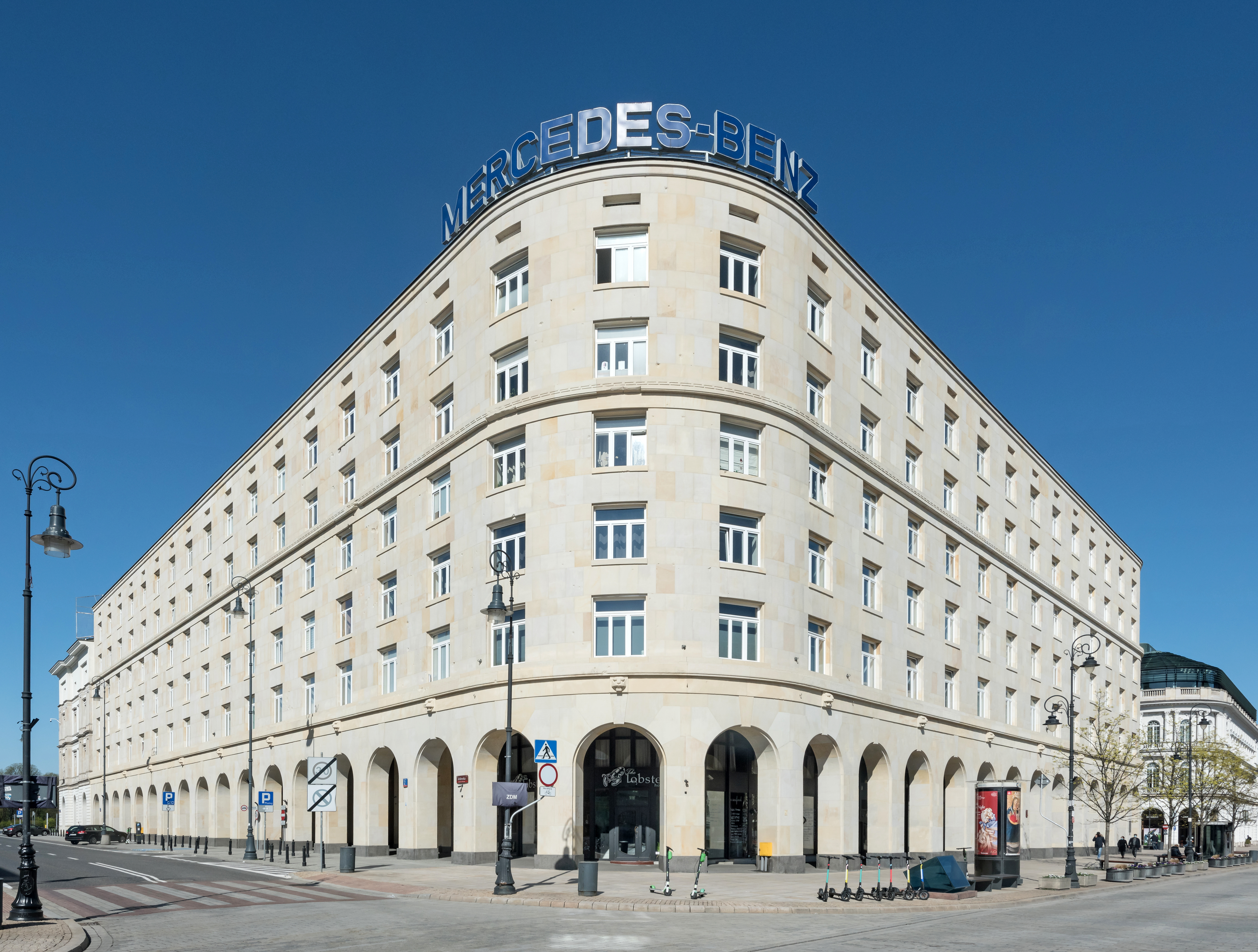
Dom Bez Kantów w Warszawie

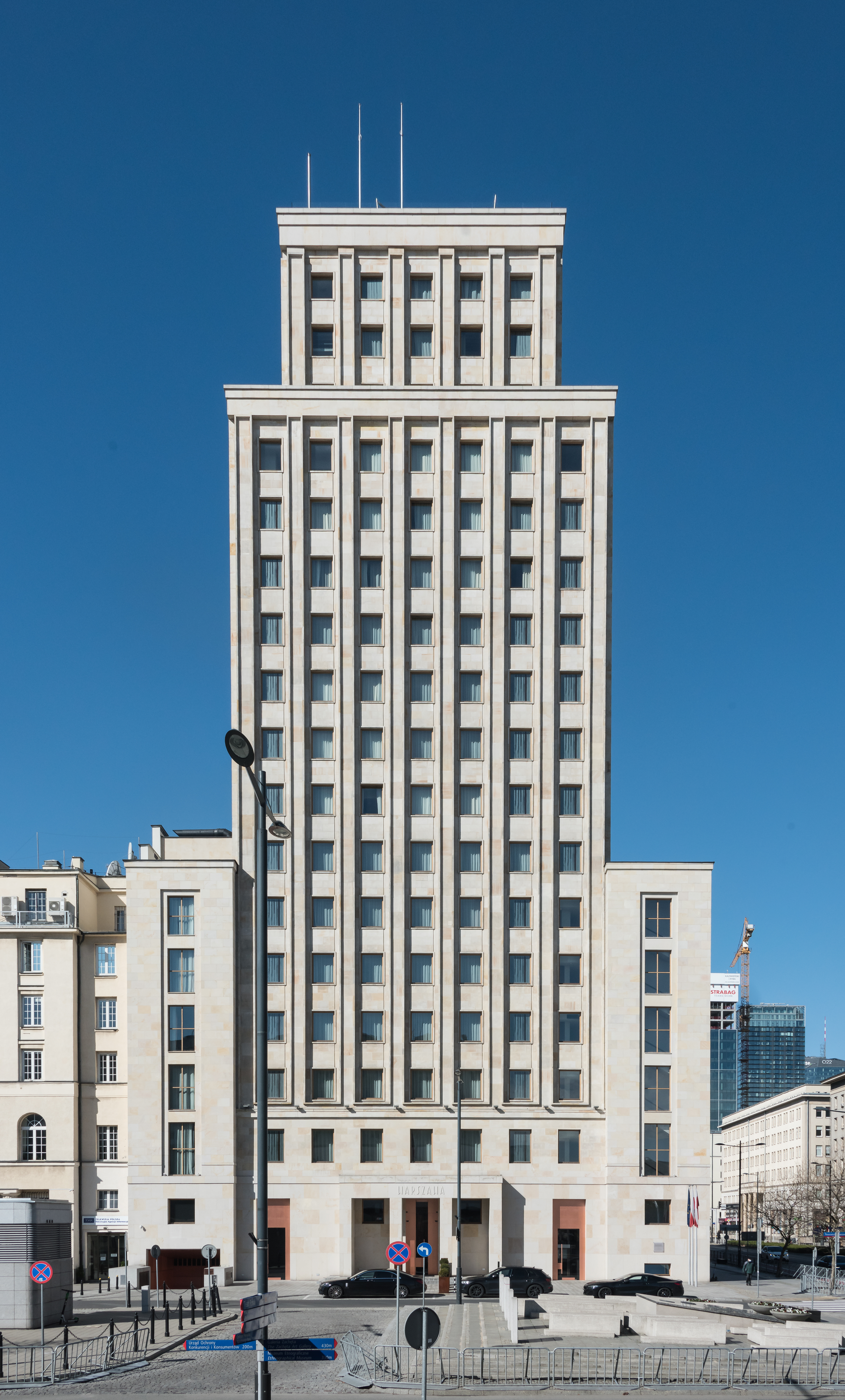
Gmach Prudentialu

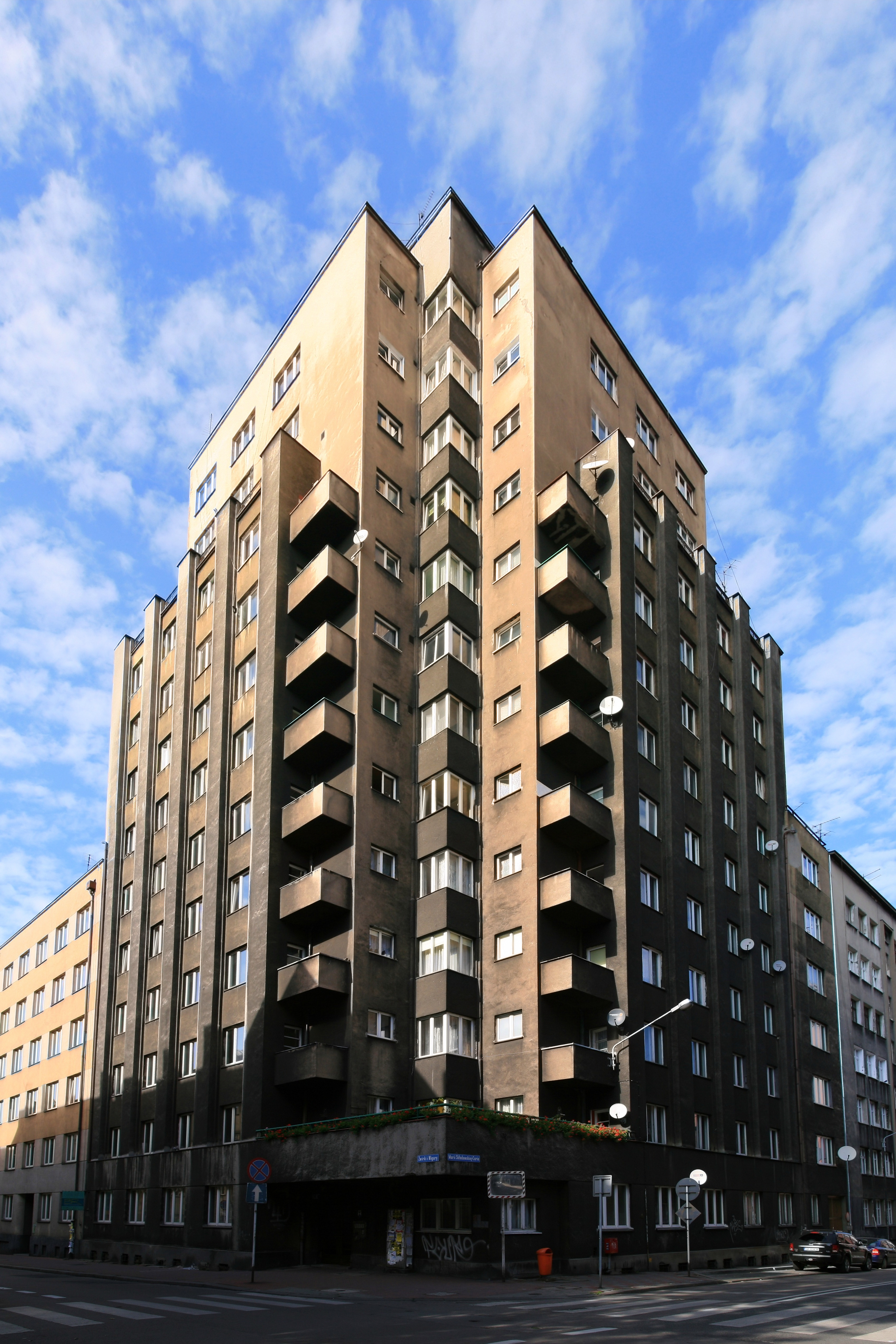
Mister Katowic – Drapacz Chmur w Katowicach

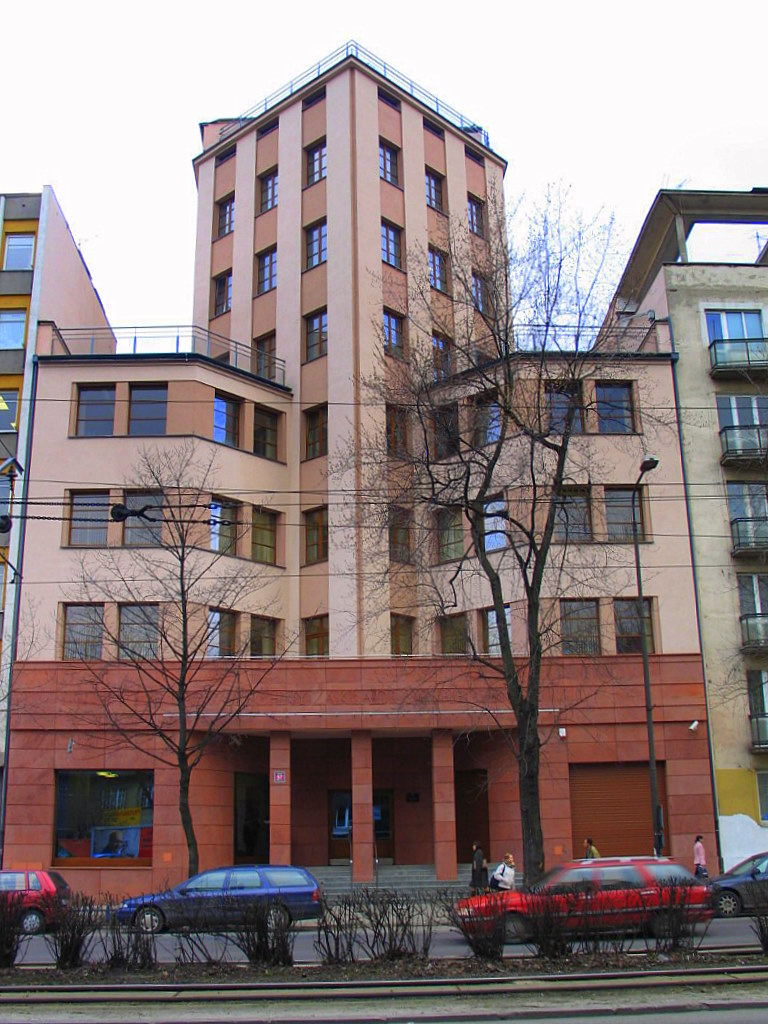
Budynek d. Powszechnego Zakładu Ubezpieczeń Wzajemnych w Łodzi, dziś I Inspektorat PZU, al. T. Kościuszki 57

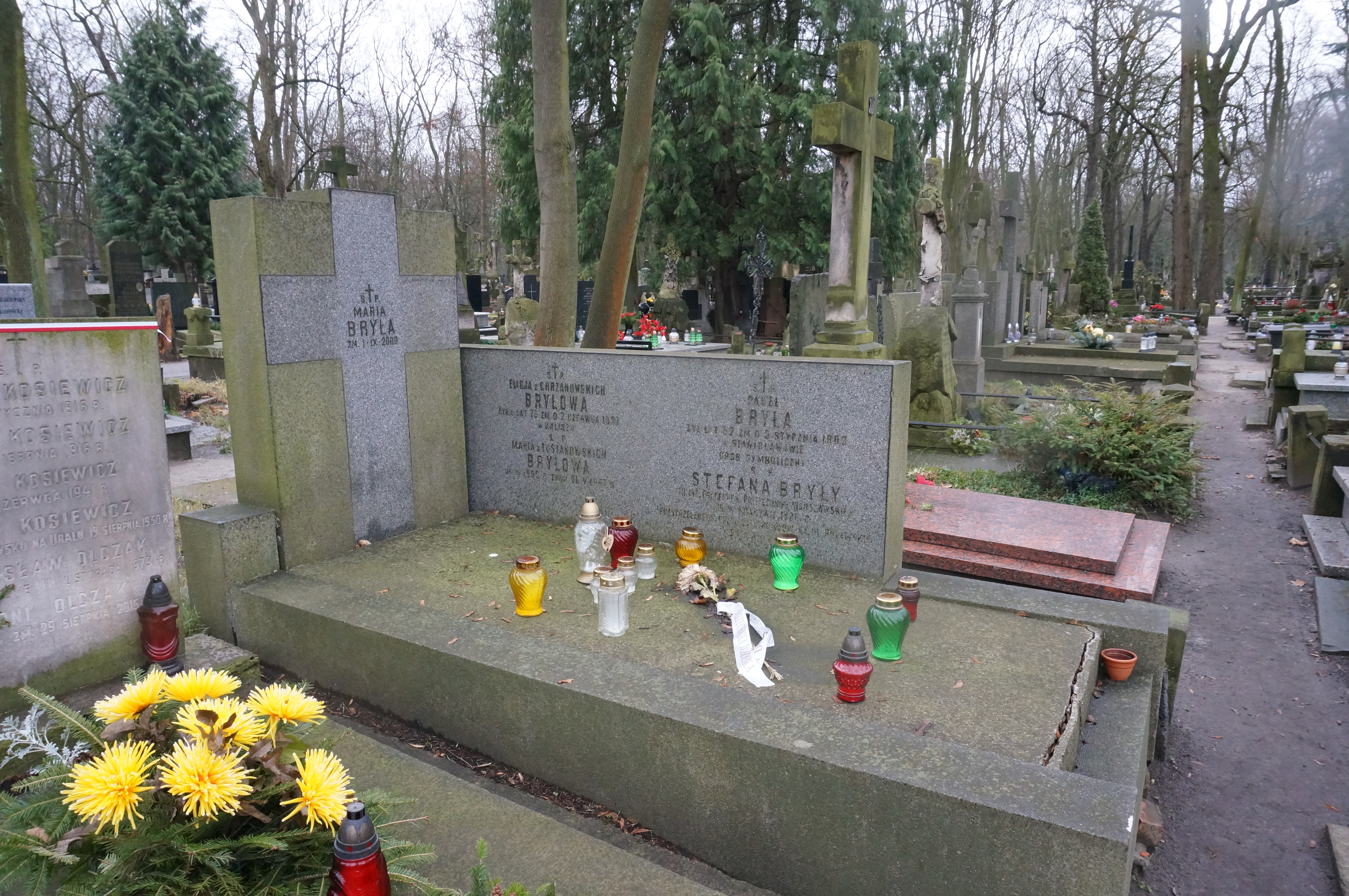
Grób Stefana Bryły na cmentarzu Powązkowskim

Stefan Władysław Bryła ps. „Osiński”, „Władysław Zakrzewski” (ur. 17 sierpnia 1886 w Krakowie, zm. 3 grudnia 1943 w Warszawie) – polski inżynier budowlany, pionier praktycznego zastosowania spawalnictwa oraz konstrukcji spawanych, polityk lwowskiej chadecji i poseł na Sejm II RP, dyrektor Departamentu Robót Publicznych i Odbudowy Delegatury Rządu na Kraj.

## Życiorys

### Kariera zawodowa
Syn Pawła, polonisty, nauczyciela, późniejszego dyrektora gimnazjum w Stanisławowie i Eligii Marii z Chrzanowskich, publicystki i działaczki społecznej. Brat Stanisława, prawnika i działacza społecznego. Absolwent szkoły realnej w Stanisławowie. Ukończył studia na Wydziale Inżynierii Szkoły Politechnicznej we Lwowie (1908; obecnie Politechnika Lwowska). Wykładowca w tej szkole od roku 1907. W 1909, rok po uzyskaniu dyplomu, obronił doktorat. W 1910 uzyskał stopień naukowy doktora habilitowanego. Kontynuował naukę na uczelniach zagranicznych – w latach 1910–1912 pogłębiał wiedzę na Politechnice w Charlottenburgu koło Berlina, École nationale des ponts et chaussees w Paryżu oraz na University of London. Pracował na budowach w Niemczech, Francji, Anglii, Kanadzie, USA. W latach 1915–1917 wykładowca Polskiego Kolegium Uniwersyteckiego w Kijowie.
W 1918 uczestniczył w walkach o Lwów, a w latach 1919–1920 brał udział w obronie Warszawy.
Od 1921 wykładał budowę mostów na Politechnice Lwowskiej, a od 1934 budownictwo na Politechnice Warszawskiej, gdzie w latach 1938–1939 był dziekanem Wydziału Architektury.
W 1928 roku opracował dla Ministerstwa Robót Publicznych pierwsze na świecie przepisy spawania konstrukcji stalowych w budownictwie. Stały się one wzorem dla podobnych przepisów w innych krajach. Autor lub konsultant wielu konstrukcji w tej technologii, m.in. pierwszego na świecie drogowego mostu na rzece Słudwi w Maurzycach pod Łowiczem (oddany do użytku 12 sierpnia 1929 r., przyjeżdżali wówczas oglądać go inżynierowie m.in. z Francji i Niemiec) i wieżowca „Prudential” w Warszawie (1933). W 1929 został powołany na członka Stałej Międzynarodowej Komisji Mostów i Konstrukcji Inżynierskich. Był także członkiem Akademii Nauk Technicznych i współzałożycielem Polskiego Związku Inżynierów Budowlanych. Napisał ok. 250 prac naukowych, podręczników i artykułów. Był cenionym inżynierem oraz teoretykiem spawalnictwa o międzynarodowym uznaniu; współpracował m.in. przy budowie wieżowców w USA – np. Woolworth Building w Nowym Jorku (wówczas najwyższego budynku na świecie).

### Działalność polityczna
Stefan Bryła zajmował się również polityką. W latach 1923–1926 szefował lwowskiemu oddziałowi chrześcijańskiej demokracji. Piastował mandat posła na sejm I, II i III kadencji (1926–1935) z okręgu Lwów. Był zwolennikiem porozumienia się z sanacją, w 1934 roku dokonał rozłamu w ChD powołując propiłsudczykowskie Zjednoczenie Chrześcijańsko-Społeczne.

### Działalność w czasie okupacji
Od 1939 roku, w czasie okupacji niemieckiej pełnił funkcję dziekana tajnego Wydziału Architektury Politechniki Warszawskiej. W strukturach podziemnego państwa polskiego w Biurze Delegata Rządu na Kraj był szefem komórki Robót Publicznych i Odbudowy. Opracował w nim m.in. 10-letni plan powojennej odbudowy Polski ze zniszczeń wojennych oraz instrukcję dla Kedywu (AK): Jak niszczyć stalowe mosty. Za organizowanie tajnego nauczania został wraz z całą rodziną aresztowany przez Niemców (16 listopada 1943). Przebywał na Pawiaku. Rozstrzelany 3 grudnia 1943 w ulicznej egzekucji w rejonie zajezdni tramwajowej przy ul. Puławskiej 13. Jego symboliczny grób znajduje się na „Starych Powązkach” (kw. 57-IV-27).

## Konstrukcje Stefana Bryły
- kompleks budynków Muzeum Narodowego[21] i Muzeum Wojska Polskiego w Warszawie[22],
- hala Fabryki Parowozów w Warszawie (1922)[23],
- budynek Powszechnego Zakładu Ubezpieczeń Wzajemnych w Warszawie na rogu ul. Kopernika 36-40 i ul. Sewerynów; wysokości 9 kondygnacji (1928),
- pierwszy na świecie drogowy spawany most na rzece Słudwi w Maurzycach (1927–1929)[22],
- budynek Powszechnego Zakładu Ubezpieczeń Wzajemnych w Łodzi, dziś PZU, przy al. T. Kościuszki 57; wysokości 8 kondygnacji (1929–1930)[24][25],
- dom akademicki przy pl. Narutowicza (ul. Akademicka 5) w Warszawie; wysokości 10 kondygnacji (1922–1930),
- drugi most spawany na rzece Słudwi (Retki) (1931)[22],
- gmach Pocztowej Kasy Oszczędności w Warszawie (Poczty Głównej) przy ul. Świętokrzyskiej 31/33; wysokości 7 kondygnacji (1930–1932),
- gmach Urzędu Skarbowego w Katowicach („Drapacz Chmur”, tzw. mister Katowic) przy ul. Żwirki i Wigury 15; wysokości 14 kondygnacji (1930–1932)[26],
- budynek mieszkalno-biurowy Towarzystwa Prudential przy pl. Powstańców Warszawy; wysokości 17 kondygnacji (1931–1933),
- budynek Biblioteki Jagiellońskiej w Krakowie przy al. Mickiewicza 22; wysokości 9 kondygnacji (1934)[21],
- gmach Marynarki Wojennej w Warszawie przy ul. Wawelskiej; wysokości 5 kondygnacji (1934),
- budynek mieszkalny Funduszu Kwaterunku Wojskowego (dom Bez Kantów) w Warszawie przy Krakowskim Przedmieściu 11 (na rogu ulicy Królewskiej); wysokości 8 kondygnacji (1934–1935),
- Hala Targowa w Katowicach przy ul. Piotra Skargi 6 (1935),
- Szpital Okręgowy im. marszałka Józefa Piłsudskiego w Warszawie (1939),
- hala nr 3 w PZL Mielec (1939)[27][28].

Źródło:.

## Publikacje (wybór)
- Podręcznik statyki budowli, Dla średnich szkół technicznych; Warszawa 1920, Lwów-Warszawa 1925,
- Podręcznik budownictwa żelaznego; Lwów-Warszawa 1924,
- Przepisy dotyczące obliczeń statycznych w budownictwie lądowym; Lwów-Warszawa 1928,
- Most na rzece Słudwi pod Łowiczem: (1-szy most spawany elektrycznie w Europie); Warszawa 1929,
- Rekonstrukcje budowli żelbetowych; Lwów 1929,
- Spawane konstrukcje rurowe; Warszawa 1933,
- Przepisy projektowania i wykonywania stalowych konstrukcji spawalnych w budownictwie; Warszawa 1934,
- Badanie jakości połączeń spawanych; Warszawa 1934,
- Beton w budownictwie wiejskim; Lwów-Warszawa 1937,
- Drogi polskiego mostownictwa; Lwów 1937,
- Metody badania spoin; Warszawa 1938,
- Beton i żelbet,
- Statyka budowli,
- Podręcznik inżynierski (cztery tomy); Lwów-Warszawa (1927–1936).

Wydana przez PAN monografia obejmująca wykaz jego publikacji zawiera 265 pozycji.
Stefan Bryła opublikował także książki o tematyce podróżniczej:
- Jeden dzień w Jokohamie: kartki z podróży po Japonji; Lwów 1913[31],
- Honolulu: wrażenia z podróży; Lwów 1913,
- Ameryka; Lwów 1921,
- Daleki Wschód; Lwów 1923[31],

oraz wydawnictwa publicystyczne np. Rola polityków katolickich; Warszawa 1937.
Źródło: Katalog Biblioteki Narodowej.
Stefan Bryła był również encyklopedystą. Został wymieniony w gronie 180 edytorów pięciotomowej Ilustrowanej encyklopedii Trzaski, Everta i Michalskiego, gdzie napisał hasła o tematyce technicznej .

## Upamiętnienie
Polski Związek Inżynierów i Techników Budownictwa ustanowił w roku 1964 nagrodę PZITB im. Stefana Bryły, która jest przyznawana corocznie, indywidualnie i jednorazowo za osiągnięcia naukowo-badawcze lub naukowo-techniczne w dziedzinie konstrukcji budowlanych. Nagroda ta cieszy się wysokim prestiżem w środowisku inżyniersko-budowlanym.
W 1995 American Welding Society uhonorowało dorobek Stefana Bryły nagrodą „Historic Welded Structure Award” za spawany most na Słudwi.
W roku 1994 Rada Wydziału Architektury Politechniki Warszawskiej nadała jednej z sal Gmachu Architektury przy ul. Koszykowej 55 imię profesora Stefana Bryły – dziekana od 1938 do śmierci w 1943. Jego imieniem nazwano także ulice na warszawskim Ksawerowie oraz w Pruszkowie. Ponadto imię Stefana Bryły nosi Zespół Szkół Budowlano-Geodezyjnych w Białymstoku oraz Zespół Szkół nr 24 w Warszawie.

## Inne informacje
Materiały archiwalne Stefana Bryły znajdują się w Archiwum Polskiej Akademii Nauk w Warszawie pod sygnaturą III-26.